# 鳥取県道198号鷲峰気高線
鳥取県道198号鷲峰気高線（とっとりけんどう198ごう じゅうぼうけたかせん）は、鳥取県鳥取市を通る一般県道である。

## 概要
鳥取市鹿野町鷲峯から鳥取市気高町八束水（やつかみ）に至る。

### 路線データ
- 起点：鳥取県鳥取市鹿野町鷲峯（鳥取県道21号鳥取鹿野倉吉線交点）
- 終点：鳥取県鳥取市気高町八束水（鳥取県道275号八束水勝見線交点）

## 地理

### 通過する自治体
- 鳥取県
  - 鳥取市

### 交差する道路
| 交差する道路                                | 交差する場所             | 交差する場所 |
| ------------------------------------------- | ------------------------ | ------------ |
| 鳥取県道21号鳥取鹿野倉吉線                  | 鹿野町鷲峯               | 起点         |
| 鳥取市道3410030号睦逢郡家勝見線             | 気高町睦逢（むつお）     |              |
| 鳥取市道3432470号蔵内会下線（気高広域農道） | 気高町会下（えげ）       |              |
| 国道9号 / 青谷羽合道路                      | 気高町会下               | [ 注釈 1 ]   |
| 鳥取市道3420186号会下上光線（気高広域農道） | 気高町会下               |              |
| 鳥取県道275号八束水勝見線                   | 気高町八束水（やつかみ） | 終点         |

### 交差する鉄道
- 山陰本線

### 沿線
- 鳥取市立逢坂小学校
- 気高逢坂簡易郵便局